# László Lindner

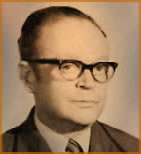
László Lindner

László Lindner (* 23. Dezember 1916 in Budapest; † 21. August 2004 in Budapest) war ein ungarischer Schachmeister mit jüdischen Wurzeln.

## Leben
Lindner war Doktor der Rechtswissenschaften und Wirtschaftswesen. Er war bei der Ungarischen Wirtschaftskammer Abteilungsleiter und als Journalist und Reisebuchautor tätig.
Lindner wurde 1944 nach Bor (Serbien) zu Zwangsarbeit deportiert, das Schachspiel hat sein Leben gerettet, in der Nacht vor dem Todesmarsch und dem Massenmord durch Erschießen der Juden bei Crvenka (deutsch Rotweil) in der Vojvodina hat er mit Tibor Flórián Schach gespielt.

## Schachkomposition

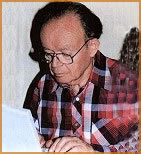
László Lindner, 1996

Lindners erste Schachkompositionen sind im Jahr 1930 erschienen. Vorwiegend war er auf dem Gebiet des Hilfsmatts tätig. Nach eigenen Aussagen bemühte er sich aber um Ausgeglichenheit seines Schaffens auch in anderen Gattungen. Ein praktischer Spieler sollte sich seiner Meinung nach nicht der Endspielkomposition verweigern. In den Nachkriegsjahren komponierte er eine Reihe von Studien.
Insgesamt hat er 747 Kompositionen erstellt, 250 sind ausgezeichnet worden, 102 haben einen Preis bekommen. Viele haben den Weg in die FIDE-Alben gefunden, hier kam er auf 35 Punkte. Dafür erhielt er 1984 den Titel Internationaler Meister für Schachkompositionen. Bereits 1956 wurde Lindner als Internationaler Schiedsrichter für Schachkomposition benannt.
Lindner war begeistert von der Schachprogrammierung und war auch Organisator von Turnieren für Schachprogramme. Bis in das hohe Alter hinein nahm Lindner als Delegierter Ungarns an den jährlich stattfindenden PCCC-Tagungen teil. Dort initiierte er durch seine rege publizistische Tätigkeit die Gründung der Unterkommission für Computerschach (Computer matters subcommission), deren erster Sprecher er wurde.

## Literatur

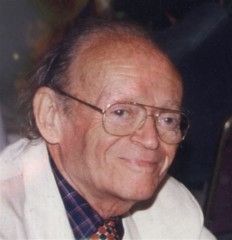
László Lindner auf dem 42. PCCC-Kongress 1999 in Netanja